# Ambatotsipihina
Ambatotsipihina est une commune urbaine malgache, située dans la partie est de la région de Vakinankaratra.